# أولاد عبد الله (عبو لكحل)
أولاد عبد الله هي إحدى مشيخات المملكة المغربية، تتبع جغرافيا لإقليم فكيك وإداريًا لعبو لكحل. يقدر عدد سكانها بـ 32296 نسمة حسب الإحصاء الرسمي للسكان والسكنى لسنة 2004.